# Sparta Amfi
Sparta Amfi – kryte lodowisko położone w Sarpsborg, na którym swoje mecze rozgrywa drużyna hokejowa GET-ligaen – Sparta Warriors. Obiekt powstał w 1963 roku i może pomieścić 3 900 widzów.